# Temporada da NHL de 1952–53
A temporada da NHL de 1952–53 foi a 36.ª  temporada da National Hockey League (NHL). Seis times jogaram 70 partidas cada. O Montreal Canadiens foi o campeão da Stanley Cup ao bater o Boston Bruins por 4-1 na série final.

## Negócios da Liga
A NHL quase teve uma sétima franquia, já que o Cleveland Barons da American Hockey League tentou uma franquia. Eles foram aceitos com a condição de que depositariam $425.000 como mostra de boa fé, e para mostrar que eles tinham capital suficiente para competir com os outros times da NHL. Eles não puderam conseguir o capital e a transferência das ações dos aplicantes para moradores de Cleveland. Como resultado, os Barons foram aconselhados a tentarem a entrada em outra data.
Um grande negócio foi feito entre o Toronto e o Chicago, já que os Maple Leafs enviaram Al Rollins, Gus Mortson e Cal Gardner pelo goleiro Harry Lumley.
Sid Abel assinou com o Chicago para ser jogador e técnico.
O que era rumor tornou-se realidade em setembro quando Arthur M. Wirtz e James D. Norris tornaram-se os novos donos do quase falido Chicago Black Hawks.
James E. Norris, dono do Detroit Red Wings desde 1932 e pai de James D. Norris, dono do Chicago, morreu de ataque cardíaco em 4 de dezembro de 1952, e sua filha Marguerite tornou-se a dona. Ela foi a primeira mulher a possuir uma franquia da NHL desde que Ida Querrie foi dona do Toronto St. Patricks em 1923, quando seu marido Charlie transferiu suas ações no tiem para ela, eivtando pagar a Eddie Livingstone qualquer quantia no processo de Livingstone contra ele.

## Temporada Regular
Pela quinta temporada seguida, o Detroit Red Wings liderou a liga em pontos. Gordie Howe venceu o Troféu Memorial Hart sobre Al Rollins, mas devido à força no gol de Rollins, Chicago foi para os playoffs pela primeira vez desde 1946.
A primeira cobertura televisiva no Canadá de um jogo da NHL ocorreu em 11 de outubro desse ano. Foi uma partida entre o Montreal Canadiens e o Detroit Red Wings, com os Canadiens vencendo por 2–1. A transmissão de televisão em língua frances foi feita pelo jovem de 24 anos Gerald Renaud. Em abril desta mesma temporada, os jogos do Toronto Maple Leafs começaram a ser transmitidos com Foster Hewitt narrando a ação. Conn Smythe, o administrador dos Leafs, vendeu os direitos televisivos dos Leafs por irrisórios $100 o jogo. Em comparação, jogos dos Leafs são atualmente vendidos por mais $700.000 cada.

### Melhores Momentos
Gump Worsley fez sua estreia na NHL em 9 de outubro de 1952, no gol pelos New York Rangers no Detroit Olympia e perdeu por 5–3, com Ted Lindsay marcando no power play. A Linha de Produção marcou 3 gols naquela noite, com Alex Delvecchio e Gordie Howe também fazendo gols. Marty Pavelich marcou o que se provou ser o gol da vitória.
Em 8 de novembro, 14.562 torcedores estavam na arquibancada do Montreal Forum quando os Canadiens bateram Chicago por 6–4. Elmer Lach marcou seu 200° gol na carreira. Cinquente segundos depois, quando Emile "Butch" Bouchard o entregou o disco, Rocket Richard o atirou, passando de Al Rollins para seu 325° gol, quebrando o recorde de Nels Stewart de gols na carreira. O "Antigo Veneno" enviou o seguinte telegrama: "Parabéns pela quebra do recorde. Espero que você o mantenha por muitas temporadas. Toda a sorte para você e o restante do time."
Quando Terry Sawchuk se machou durante um treinamento, os Red Wings subiram Glenn Hall e ele fez sua estreia na NHL em 27 de dezembro e jogou bem no empate de 2-2 contra Montreal. Ele, então, conseguiu seu primeiro jogo sem sofrer gols na carreira em 7 de janeiro, goleando Boston por 4-0.
O administrador geral dos Red Wings Jack Adams enfrentou alguns problemas em 18 de janeiro, quando, após uma derrota por 3-2 para Montreal, entrou na sala dos árbitros e discutiu com o juiz Red Storey. Dick Irvin, técnico de Montreal, estava muito irritado com isso e o presidente da NHL Clarence Campbell concordou, multando Adams em $500.
Gump Worsley conseguiu seu primeiro jogo sem sofrer gols na carreira em 11 de janeiro, quando o New York Rangers derrotou os Canadiens por 7-0 em Montreal.
A Noite de Butch Bouchard foi realizada em 28 de fevereiro, e ele foi presenteado com um carro e um televisor. Detroit estragou a noite com uma vitória por 4–3.
Houve consternação em Toronto quando Max Bentley sumiu misteriosamente e reapareceu em sua casa, em Delisle. Conn Smythe o convenceu a retornar e ele o fez, jogando as partidas restantes do calendário.
Ted Lindsay scored 4 goals on March 2 as Detroit pummelled Boston by a score of 10–2.

### Classificação Final
Nota: PJ = Partidas Jogadas, V = Vitórias, D = Derrotas, E = Empates, Pts = Pontos, GP = Gols Pró, GC = Gols Contra

Times que se classificaram aos play-offs estão destacados em negrito
| National Hockey League | PJ | V  | D  | E  | Pts | GP  | GC  |
| ---------------------- | -- | -- | -- | -- | --- | --- | --- |
| Detroit Red Wings      | 70 | 36 | 16 | 18 | 90  | 222 | 133 |
| Montreal Canadiens     | 70 | 28 | 23 | 19 | 75  | 155 | 148 |
| Boston Bruins          | 70 | 28 | 29 | 13 | 69  | 152 | 172 |
| Chicago Black Hawks    | 70 | 27 | 28 | 15 | 69  | 169 | 175 |
| Toronto Maple Leafs    | 70 | 27 | 30 | 13 | 67  | 156 | 167 |
| New York Rangers       | 70 | 17 | 37 | 16 | 50  | 152 | 211 |

### Artilheiros
PJ = Partidas Jogadas, G = Gols, A = Assistências, Pts = Pontos, PEM = Penalizações em Minutos
| Jogador            | Time               | PJ | G  | A  | Pts | PEM |
| ------------------ | ------------------ | -- | -- | -- | --- | --- |
| Gordie Howe        | Detroit Red Wings  | 70 | 49 | 46 | 95  | 57  |
| Ted Lindsay        | Detroit Red Wings  | 70 | 32 | 39 | 71  | 111 |
| Maurice Richard    | Montreal Canadiens | 70 | 28 | 33 | 61  | 112 |
| Wally Hergesheimer | New York Rangers   | 70 | 30 | 29 | 59  | 10  |
| Alex Delvecchio    | Detroit Red Wings  | 70 | 16 | 43 | 59  | 28  |
| Paul Ronty         | New York Rangers   | 70 | 16 | 38 | 54  | 20  |
| Metro Prystai      | Detroit Red Wings  | 70 | 16 | 34 | 50  | 12  |
| Red Kelly          | Detroit Red Wings  | 70 | 19 | 27 | 46  | 8   |
| Bert Olmstead      | Montreal Canadiens | 69 | 17 | 28 | 45  | 83  |
| Fleming Mackell    | Boston Bruins      | 65 | 27 | 17 | 44  | 63  |

## Playoffs
Após Montreal derrotar Boston na final, o Cleveland Barons da American Hockey League fez uma aplicação para jogar o desafio da Stanley Cup. Os governantes da NHL rejeitaram o desafio, alegando que o clube de Cleveland jogava em uma liga de menor nível.

## Prêmios da NHL
| Troféu Príncipe de Gales:  | Detroit Red Wings                      |
| Troféu Art Ross:           | Gordie Howe, Detroit Red Wings         |
| Troféu Memorial Calder:    | Lorne "Gump" Worsley, New York Rangers |
| Troféu Memorial Hart:      | Gordie Howe, Detroit Red Wings         |
| Troféu Memorial Lady Byng: | Red Kelly, Detroit Red Wings           |
| Troféu Vezina:             | Terry Sawchuk, Detroit Red Wings       |

### Times das Estrelas
| Primeiro Time                    | Position | Segundo Time                        |
| -------------------------------- | -------- | ----------------------------------- |
| Terry Sawchuk, Detroit Red Wings | G        | Gerry McNeil, Montreal Canadiens    |
| Red Kelly, Detroit Red Wings     | D        | Bill Quackenbush, Boston Bruins     |
| Doug Harvey, Montreal Canadiens  | D        | Bill Gadsby, Chicago Black Hawks    |
| Fleming MacKell, Boston Bruins   | C        | Alex Delvecchio, Detroit Red Wings  |
| Gordie Howe, Detroit Red Wings   | RW       | Maurice Richard, Montreal Canadiens |
| Ted Lindsay, Detroit Red Wings   | LW       | Bert Olmstead, Montreal Canadiens   |

## Estreias
O seguinte é uma lista de jogadores importantes que jogaram seu primeiro jogo na NHL em 1952-53 (listados com seu primeiro time, asterisco(*) marca estreia nos play-offs):
- Jerry Toppazzini, Boston Bruins
- Glenn Hall, Detroit Red Wings
- Marcel Bonin, Detroit Red Wings
- Ed Litzenberger, Montreal Canadiens
- Jacques Plante, Montreal Canadiens
- Harry Howell, New York Rangers
- Dean Prentice, New York Rangers
- Gump Worsley, New York Rangers
- Andy Bathgate, New York Rangers
- Ron Murphy, New York Rangers
- Ron Stewart, Toronto Maple Leafs

## Últimos Jogos
O seguinte é uma lista de jogadores importantes que jogaram seu último jogo na NHL em 1952-53 (listados com seu último time):
- Pentti Lund, Boston Bruins
- Chuck Rayner, New York Rangers

## Ligações Externas
- Hockey Database for NHL 52-53
- NHL.com